# Essars
Essars là một xã của tỉnh Pas-de-Calais, thuộc vùng Hauts-de-France, miền bắc nước Pháp.

## Dân số
| 1962                                                           | 1968 | 1975 | 1982 | 1990 | 1999 | 2009 |
| -------------------------------------------------------------- | ---- | ---- | ---- | ---- | ---- | ---- |
| 901                                                            | 1175 | 1151 | 1683 | 1919 | 1732 | 0    |
| Census count starting from 1962: Population without duplicates |      |      |      |      |      |      |